# Вудсток (Нью-Гемпшир)
Вудсток (англ. Woodstock) — місто (англ. town) в США, в окрузі Ґрафтон штату Нью-Гемпшир. Населення — 1434 особи (2020).

## Демографія
Згідно з переписом 2010 року, у місті мешкали 1374 особи в 624 домогосподарствах у складі 353 родин. Було 1421 помешкання
Расовий склад населення:
| - 96,9 % — білих - 0,9 % — азіатів - 0,2 % — корінних американців - 0,1 % — вихідців з тихоокеанських островів - 0,1 % — чорних або афроамериканців |

До двох чи більше рас належало 1,8 %. Частка іспаномовних становила 0,3 % від усіх жителів.
За віковим діапазоном населення розподілялося таким чином: 19,2 % — особи молодші 18 років, 64,4 % — особи у віці 18—64 років, 16,4 % — особи у віці 65 років та старші. Медіана віку мешканця становила 44,2 року. На 100 осіб жіночої статі у місті припадало 102,1 чоловіків;  на 100 жінок у віці від 18 років та старших — 101,5 чоловіків також старших 18 років.
Середній дохід на одне домашнє господарство  становив 66 979 доларів США (медіана — 52 845), а середній дохід на одну сім'ю — 76 822 долари (медіана — 54 712). Медіана доходів становила 39 688 доларів для чоловіків та 32 031 долар для жінок. За межею бідності перебувало 6,6 % осіб, у тому числі 1,6 % дітей у віці до 18 років та 3,0 % осіб у віці 65 років та старших.
Цивільне працевлаштоване населення становило 636 осіб. Основні галузі зайнятості: мистецтво, розваги та відпочинок — 24,5 %, освіта, охорона здоров'я та соціальна допомога — 18,9 %, роздрібна торгівля — 11,3 %, будівництво — 7,5 %.